# 1988 год
1988 (ты́сяча девятьсо́т во́семьдесят восьмо́й) год  по григорианскому календарю — високосный год, начинающийся в пятницу. Это 1988 год нашей эры, 8‑й год 9‑го десятилетия XX века 2‑го тысячелетия, 9‑й год 1980‑х годов. Он закончился 37 лет назад.
| Пн | Вт | Ср | Чт | Пт | Сб | Вс |
|    |    |    |    | 1  | 2  | 3  |
| 4  | 5  | 6  | 7  | 8  | 9  | 10 |
| 11 | 12 | 13 | 14 | 15 | 16 | 17 |
| 18 | 19 | 20 | 21 | 22 | 23 | 24 |
| 25 | 26 | 27 | 28 | 29 | 30 | 31 |

| Пн | Вт | Ср | Чт | Пт | Сб | Вс |
| 1  | 2  | 3  | 4  | 5  | 6  | 7  |
| 8  | 9  | 10 | 11 | 12 | 13 | 14 |
| 15 | 16 | 17 | 18 | 19 | 20 | 21 |
| 22 | 23 | 24 | 25 | 26 | 27 | 28 |
| 29 |    |    |    |    |    |    |

| Пн | Вт | Ср | Чт | Пт | Сб | Вс |
|    | 1  | 2  | 3  | 4  | 5  | 6  |
| 7  | 8  | 9  | 10 | 11 | 12 | 13 |
| 14 | 15 | 16 | 17 | 18 | 19 | 20 |
| 21 | 22 | 23 | 24 | 25 | 26 | 27 |
| 28 | 29 | 30 | 31 |    |    |    |

| Пн | Вт | Ср | Чт | Пт | Сб | Вс |
|    |    |    |    | 1  | 2  | 3  |
| 4  | 5  | 6  | 7  | 8  | 9  | 10 |
| 11 | 12 | 13 | 14 | 15 | 16 | 17 |
| 18 | 19 | 20 | 21 | 22 | 23 | 24 |
| 25 | 26 | 27 | 28 | 29 | 30 |    |

| Пн | Вт | Ср | Чт | Пт | Сб | Вс |
|    |    |    |    |    |    | 1  |
| 2  | 3  | 4  | 5  | 6  | 7  | 8  |
| 9  | 10 | 11 | 12 | 13 | 14 | 15 |
| 16 | 17 | 18 | 19 | 20 | 21 | 22 |
| 23 | 24 | 25 | 26 | 27 | 28 | 29 |
| 30 | 31 |    |    |    |    |    |

| Пн | Вт | Ср | Чт | Пт | Сб | Вс |
|    |    | 1  | 2  | 3  | 4  | 5  |
| 6  | 7  | 8  | 9  | 10 | 11 | 12 |
| 13 | 14 | 15 | 16 | 17 | 18 | 19 |
| 20 | 21 | 22 | 23 | 24 | 25 | 26 |
| 27 | 28 | 29 | 30 |    |    |    |

| Пн | Вт | Ср | Чт | Пт | Сб | Вс |
|    |    |    |    | 1  | 2  | 3  |
| 4  | 5  | 6  | 7  | 8  | 9  | 10 |
| 11 | 12 | 13 | 14 | 15 | 16 | 17 |
| 18 | 19 | 20 | 21 | 22 | 23 | 24 |
| 25 | 26 | 27 | 28 | 29 | 30 | 31 |

| Пн | Вт | Ср | Чт | Пт | Сб | Вс |
| 1  | 2  | 3  | 4  | 5  | 6  | 7  |
| 8  | 9  | 10 | 11 | 12 | 13 | 14 |
| 15 | 16 | 17 | 18 | 19 | 20 | 21 |
| 22 | 23 | 24 | 25 | 26 | 27 | 28 |
| 29 | 30 | 31 |    |    |    |    |

| Пн | Вт | Ср | Чт | Пт | Сб | Вс |
|    |    |    | 1  | 2  | 3  | 4  |
| 5  | 6  | 7  | 8  | 9  | 10 | 11 |
| 12 | 13 | 14 | 15 | 16 | 17 | 18 |
| 19 | 20 | 21 | 22 | 23 | 24 | 25 |
| 26 | 27 | 28 | 29 | 30 |    |    |

| Пн | Вт | Ср | Чт | Пт | Сб | Вс |
|    |    |    |    |    | 1  | 2  |
| 3  | 4  | 5  | 6  | 7  | 8  | 9  |
| 10 | 11 | 12 | 13 | 14 | 15 | 16 |
| 17 | 18 | 19 | 20 | 21 | 22 | 23 |
| 24 | 25 | 26 | 27 | 28 | 29 | 30 |
| 31 |    |    |    |    |    |    |

| Пн | Вт | Ср | Чт | Пт | Сб | Вс |
|    | 1  | 2  | 3  | 4  | 5  | 6  |
| 7  | 8  | 9  | 10 | 11 | 12 | 13 |
| 14 | 15 | 16 | 17 | 18 | 19 | 20 |
| 21 | 22 | 23 | 24 | 25 | 26 | 27 |
| 28 | 29 | 30 |    |    |    |    |

| Пн | Вт | Ср | Чт | Пт | Сб | Вс |
|    |    |    | 1  | 2  | 3  | 4  |
| 5  | 6  | 7  | 8  | 9  | 10 | 11 |
| 12 | 13 | 14 | 15 | 16 | 17 | 18 |
| 19 | 20 | 21 | 22 | 23 | 24 | 25 |
| 26 | 27 | 28 | 29 | 30 | 31 |    |

- В США объявлен «годом читателя»[1].
- Год тысячелетия Крещения Руси.

## События
См. также: Категория:1988 год

### Январь
- 6 января

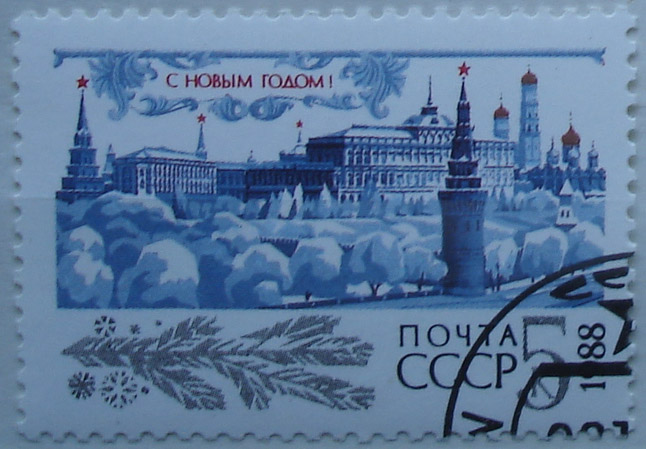
Почтовая марка СССР, 1988 год

  - СССР подписал Монреальский протокол к Венской конвенции об охране озонового слоя.
- 7-8 января — Афганская война: бой на высоте 3234[2].
- 13 января — после смерти президента Тайваня Цзян Цзинго его преемником стал Ли Дэнхуэй[3].
- 18 января
- 19 января — Катастрофа SA-227 под Бейфилдом (США), погибли 9 из 17 человек, находившихся на борту.
- 20 января — начался пожар на Томыловском элеваторе в Куйбышевской области, продолжавшийся до сентября 1989 года[4].
- 24 января — Катастрофа Як-40 под Нижневартовском, погибли 27 человек[5].

### Февраль
- 14 февраля

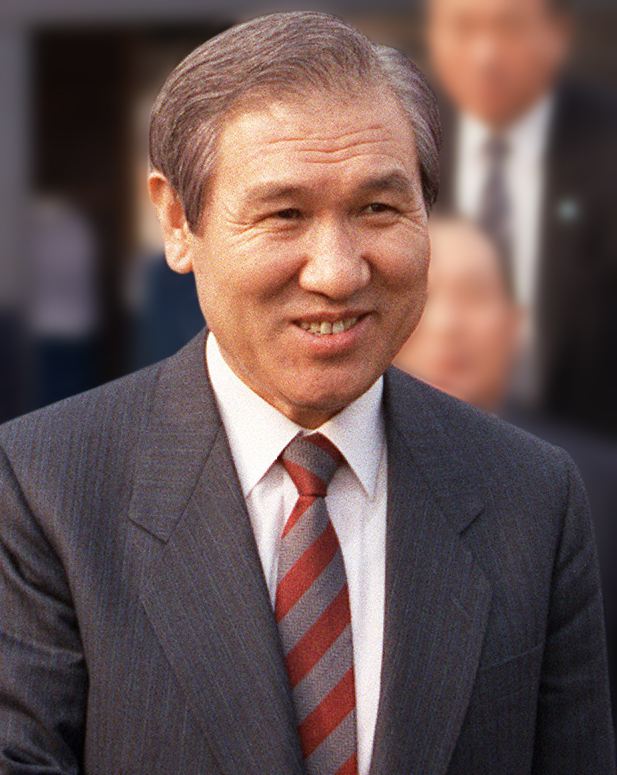
Ро Дэ У, президент Южной Кореи в 1988–1993

  - В Парагвае диктатор Альфредо Стресснер переизбран на очередной срок.
  - Начался пожар в Библиотеке Академии наук СССР в Ленинграде[6].
- 16 февраля
  - Начало студенческих волнений в Сибири против милитаризации обучения (участвовали группы из Новосибирского электротехнического института, ТГУ, Сибирского металлургического института, Новосибирского ГУ, Томского политехнического института, Иркутского ГУ (с 29 марта).
  - Первое задокументированное боевое столкновение с участием американских военных советников в Сальвадоре.
- 17 февраля — от взрыва бомбы перед зданием First National Bank в Ошакати, Намибия погибло 27 и ранено 70 человек.
- 20 февраля
  - Областной совет Нагорного Карабаха проголосовал за переход этого региона из состава Азербайджанской ССР в состав Армянской ССР[7].
  - Первый концерт и официальная дата основания советской рок-группы Агата Кристи.
- 23 февраля — проливные дожди в Бразилии по официальным данным стали причиной гибели 275 человек. Ещё 25000 человек остались без крова.
- 24 февраля — дело Hustler против Джерри Фалуэлла: Верховный суд США встал на сторону журнала Hustler, отменив решение нижестоящего суда о выплате Дж. Фалуэллу 200 000 долларов возмещения.
- 25 февраля — на пост президента Южной Кореи вступил Ро Дэ У (до 1993).
- 26-29 февраля — массовые антиармянские погромы в Сумгаите (Азербайджанской ССР).
- 27 февраля — Катастрофа Ту-134 в Сургуте, погибли 20 человек, ранены 31[8].
- 28 февраля — президентом Кипра стал Георгиос Василиу (до 1993).
- 29 февраля — опубликованы документы, доказывающие участие действующего президента Австрии Курта Вальдхайма в депортациях во время Второй мировой войны[9].

### Март
- 8 марта — Попытка угона самолёта семьёй Овечкиных в СССР[10].
- 13 марта
  - В газете «Советская Россия» опубликовано письмо Нины Андреевой «Не могу поступаться принципами»[11].
  - Ректором Галлаудетского университета для глухих в Вашингтоне, США впервые избран глухой доктор Ай Кинг Джордан. Это событие стало важной вехой в борьбе глухих за гражданские права[источник не указан 853 дня].
- 14 марта — боевые столкновения между Китаем и Вьетнамом из-за нескольких спорных островов (до 17 марта)[источник не указан 853 дня].
- 15 марта
  - В США опубликован отчёт НАСА свидетельствующий об ускорении темпов разрушения озонового слоя[источник не указан 853 дня].
  - В США назначен первый чернокожий архиепископ — Юджин Марино из Атланты (интронизирован 5 мая).
- 16 марта
  - В Халабдже, Иракский Курдистан, иракские войска использовали химическое оружие против мирного населения. Погибло ок 5000 и пострадало ок. 20 000 человек.
  - США отправили 3000 военнослужащих в Гондурас.
- 17 марта
  - Между СССР и ЦАР восстановлены дипломатические отношения.
  - Катастрофа рейса 410 компании Avianca. Колумбийский Боинг 727 врезался в склон горы около границы с Венесуэлой, погибло 143 человека.
- 19 марта — убийства капралов: в Белфасте, Северная Ирландия боевики ИРА убили двух капралов британской армии Вудса и Хоуэса[источник не указан 853 дня].
- 20 марта — на парламентских выборах в Национальную ассамблею Сальвадора победу одерживает правая партия Националистический республиканский альянс.
- 22-27 марта — в Будапеште состоялся Чемпионат мира по фигурному катанию[источник не указан 853 дня].
- 23 марта — в Никарагуа представители командования «контрас» и правительства подписывают соглашение о прекращении огня сроком на 60 дней[источник не указан 853 дня].
- 24 марта — израильский суд приговорил Мордехая Вануну к 18 годам заключения за разглашение сведений об израильской ядерной программе.
- 25 марта — Демонстрация со свечами в Братиславе, Словакия, первая массовая антикоммунистическая демонстрация за 1980-е годы в Чехословакии[источник не указан 853 дня].
- 29 марта — в Париже убита представитель Африканского Национального Конгресса Дульсе Семтемпбер.
- 31 марта — телемост Москва-Киев. Произведена хирургическая операция: секторальная резекция левой молочной железы с экспресс-биопсией. Институт онкологии. Хирург Королёв, ассистент Криворотов. Вид обезболивания записан так: «Обезболивание внушением по телемосту Москва-Киев. Внушение проводил врач Анатолий Михайлович Кашпировский»[12].

### Апрель

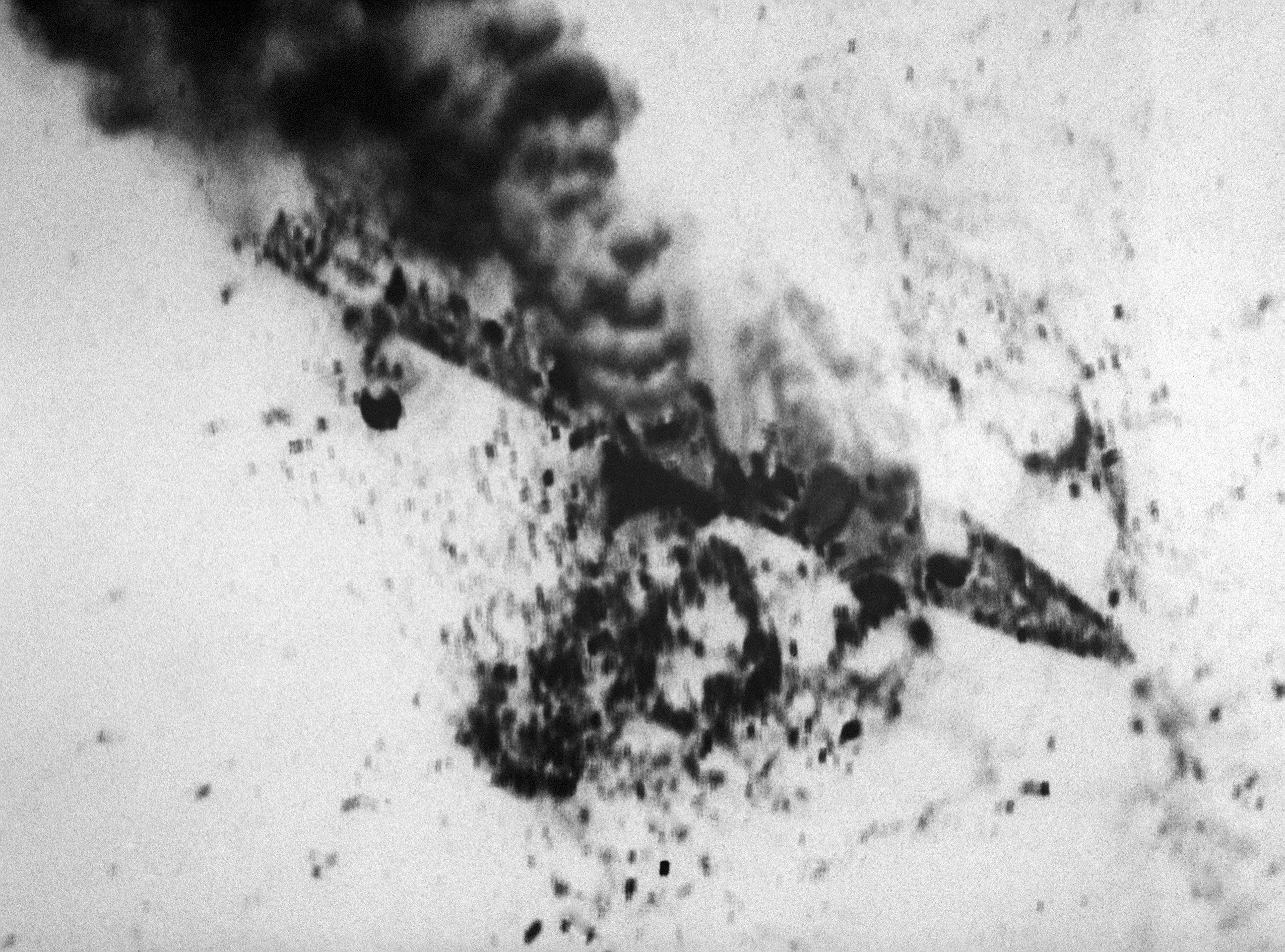
Самолёт ВВС США атакует иранский фрегат Alvand (операция „Богомол“)

- 5 апреля — экстремисты из числа мусульман-шиитов захватили авиалайнер «Боинг-747» рейса Бангкок-Кувейт авиакомпании «Kuwait Airways» и заставили экипаж совершить посадку сначала в Мешхеде (Иран), затем в Ларнаке (Кипр), где были убиты два заложника. 20 апреля в Алжире заложники были отпущены в обмен на самолёт до Бейрута. Требования об освобождении 17 террористов правительство Кувейта так и не выполнило. Это самый длительный захват самолёта в истории[13][14].
- 8 апреля — председателем КНР избран Ян Шанкунь (до 1993).
- 9 апреля — США ввели экономические санкции против Панамы.
- 10 апреля
  - В лагере Оджхри между Исламабадом и Равалпинди, Пакистан произошёл взрыв склада боеприпасов, погибло более 1000 человек[15].
  - В Японии открыто движение по 13-километровому мосту, соединяющему острова Хонсю и Сикоку.
- 11 апреля — на церемонии вручения кинопремии «Оскар» 9 Оскаров получил фильм Бернардо Бертолуччи Последний император.
- 13 апреля — в Италии сформировано новое правительство во главе с Чириако де Мита (до 1989).
- 14 апреля — при посредничестве ООН в Швейцарии министрами иностранных дел Афганистана и Пакистана подписаны Женевские соглашения о политическом урегулировании положения вокруг ситуации в ДРА. Гарантами договорённостей стали СССР и США[16].
- 16 апреля — в Тунисе израильские коммандос ликвидировали главу военного крыла организации «ФАТХ», заместителя Ясира Арафата, Абу Джихада[17].
- 18 апреля — ВМС США проводят военную операцию против Ирана («Богомол»).
- 22 апреля
  - После убийства канакскими сепаратистами в Южной Каледонии троих и захвата в плен остальных жандармов Франция ввела в колонию войска.
  - В США запрещено курение на внутренних авиарейсах длительностью менее 2 часов.
- 27 апреля — Катастрофа кубинского Ан-26 в Анголе, сбитого по ошибке. 29 человек погибло.
- 28 апреля — авария рейса 243 компании «Aloha Airlines». На Гавайях во время полёта самолёт потерял несколько десятков метров обшивки фюзеляжа, погиб 1 человек<ref<Aircraft Accident Report</ref>.
- 30 апреля
  - В Брисбене (Австралия) открылась Всемирная выставка 1988 года.
  - На конкурсе Евровидение победила канадская певица (выступала от Швейцарии) Селин Дион с песней Ne partez pas sans moi.

### Май
- 8 мая
  - В СССР основана ультралиберальная политическая партия «Демократический союз» во главе с Валерией Новодворской.
  - Президентские выборы во Франции: Во 2-м туре победу одержал действующий президент Франсуа Миттеран (54 % голосов), победив Жака Ширака.
- 15 мая — Афганская война: начат вывод советских войск из Афганистана.
- 16 мая — опубликован доклад министерства здравоохранения США, в котором сказано, что зависимость от никотина подобна зависимости от героина и кокаина.
- 17 мая — пожар на круизном судне Priamurye. Погибли 11 человек.
- 19 мая — сикхские повстанцы, окружённые в Золотом храме Амритсара в Северной Индии, сдались индийским войскам.
- 24 мая — после отказа двигателей самолёт Boeing 737-3T0 компании TACA совершил аварийную посадку на дамбу вблизи Нового Орлеана.
- 27 мая — На свет появилась ОС Windows 2.1x
- 29 мая
  - Официальный визит президента США Рональда Рейгана в СССР (до 2 июня).
  - Президент Пакистана Зия-уль-Хак распустил парламент и отправил в отставку правительство.
  - В Стамбуле торжественно открыт Мост Султана Мехмеда Фатиха — второй висячий мост через Босфорский пролив.
- Май — в СССР впервые опубликован роман Бориса Пастернака «Доктор Живаго».

### Июнь
- 1 июня — вступил в силу подписанный 8 декабря 1987 года Договор о ликвидации ракет средней и меньшей дальности.
- 4 июня — в 9 час. 32 мин. на станции Арзамас-1 произошёл взрыв трёх вагонов со 117,6 т промышленных взрывчатых веществ. Погиб 91 человек, из них 12 детей, ранено более 700 человек.
- 5 и 12 июня — Парламентские выборы во Франции, пропрезидентский блок левых партий во главе с социалистами получил 48,9% голосов и 303 места в парламенте из 577.
- 6–9 июня — в Троице-Сергиевой лавре (Загорск) состоялся Поместный собор Русской православной церкви, приуроченный к 1000-летию введения христианства на Руси.
- 7 июня — в СССР осуществлён старт космического корабля «Союз ТМ-5» (приземление 7 сентября 1988). Экипаж старта: командир корабля А. Я. Соловьёв, бортинженер В. П. Савиных и болгарский космонавт-исследователь А. Александров (приземление 17 июня 1988 года).
- 19–27 июня — в Ново-Валаамском монастыре проводилась пятая пленарная сессия Смешанной международной комиссии по богословскому диалогу, её темой стало обсуждение вопроса «Таинство священства в таинственной структуре Церкви, в частности важность апостольского преемства для освящения и единства народа Божия»[18].
- 10 июня — в Москве, в Большом театре Союза ССР прошли торжественное заседание и большой праздничный концерт, посвящённые 1000-летию введения христианства на Руси.
- 11 июня
  - Перестройка: постановление Политбюро ЦК КПСС об ускорении процесса реабилитации жертв политических репрессий.
  - Впервые использовано название General Public License (GPL).
  - На стадионе «Уэмбли» (Лондон) состоялся концерт звёзд музыки, кино и комедии в честь 70-летия лидера АНК Нельсона Манделы, находящегося в заключении в ЮАР[19].
- 12 июня
  - Финал первого конкурса красоты в СССР «Московская красавица», победительницей стала 16-летняя Маша Калинина.
  - В СССР 1000-летие введения христианства на Руси отмечено как внутрицерковный юбилей.
- 17 июня — приземление космического корабля «Союз ТМ-4». Экипаж посадки — А. Я. Соловьёв, В. П. Савиных и А. Александров (Болгария).
- 20 июня — военный переворот на Гаити, гражданский президент Лесли Манига свергнут генералом Анри Намфи[20].
- 23 июня
  - Первый полёт советского корабельного истребителя МиГ-29К.
  - Советские войска введены в Армянскую и Азербайджанскую ССР для того, чтобы прекратить пятимесячные беспорядки на межэтнической почве.
- 24 июня — в СССР произошло отравление 47 работниц Масиской швейной фабрики «Гарун» ядовитым газом.
- 25 июня — в финале чемпионата Европы по футболу сборная СССР проиграла сборной Нидерландов со счётом 0:2.
- 26 июня — авиакатастрофа рейса 296 компании Air France в Абсайме, Франция. Во время демонстрационного полёта лайнер Airbus A320 задел верхушки деревьев за пределами ВПП и упал в лес, погибло 3 пассажира.
- 27 июня — крушение двух пригородных поездов на Лионском вокзале в Париже. Погибло 56 человек, 57 были ранены.
- 28 июня — в Оберне (Индиана, США) четверо рабочих задохнулись на металлогальваническом предприятии, самый тяжёлый инцидент на промышленном предприятии в истории США (пятый рабочий умер 2 дня спустя).
- 28 июня–1 июля — Перестройка: в Москве проходила XIX конференция КПСС. На ней был принят ряд резолюций по проекту конституционной реформы: созданию двухуровневой представительной системы — Съезда народных депутатов СССР (2250 депутатов) и Верховного Совета СССР (554 члена), выборов на альтернативной основе депутатов всех уровней и учреждению поста президента СССР.
- 30 июня — в Эконе (Швейцария) католический архиепископ Марсель Лефевр совершил рукоположение 4 епископов, без согласия папы римского, что привело его к отлучению от церкви.

### Июль
- 3 июля — ракетный крейсер  Vincennes ВМС США сбил иранский пассажирский самолёт рейса 655 компании Iran Air, погибло 290 человек.
- 7 июля — Перестройка: в Москве, в Центре международной торговли проведён 1-й международный аукцион произведений советского искусства, подготовленный британским аукционным домом «Сотбис».
- 14 июля
  - Перестройка: впервые в истории журналисты телевидения, радио и всех центральных газет были приглашены на заседание Президиума Совета Министров СССР.
  - Volkswagen закрыл свой завод в Пенсильвании после 10 лет работы (первый иностранный автозавод в США).
- 19 июля — в СССР опубликовано сообщение об открытии в Тюменской области нового месторождения нефти, названного Тяновским, в память об известном геологе А. В. Тяне.
- 20 июля — на съезде Демократической партии США кандидатом в президенты выдвинут Майкл Дукакис.
- 28 июля — в Москву прибыл с официальным визитом представитель Израиля впервые после разрыва дипломатических отношений с СССР в 1967 году
- 31 июля
  - В Бердянске, Запорожской области стартовал самый продолжительный в истории СССР рок-фестиваль «РОК-ПОП-ШОУ’88», на который съехались рок-музыканты со всей страны. Заключительные концерты прошли 7 августа.
  - В Багане, Малайзия обрушился мост, погибло 32 человека, ранено 1674.

### Август
- 8 августа
  - Восстание 8888 в Бирме: были убиты тысячи протестующих во время антиправительственной демонстрации[21].
  - Ангола, Куба и ЮАР подписали соглашение о прекращении огня.
- 10 августа
  - Президентом Эквадора стал Родриго Борха (до 1992).
  - По данным ООН население Азии превысило 3 млрд человек.
  - Катастрофа Ан-12 в Ейске, 32 человека погибли.
  - В Албании казнён через повешение поэт-диссидент Хавзи Нела.
- 12 августа — премьера фильма «Последнее искушение Христа».
- 16 августа — крушение поезда «Аврора». 31 человек погиб.
- 17 августа
  - В СССР создано Всесоюзное общество инвалидов.
  - В авиакатастрофе около Бхавалпура, Пакистан погибли президент страны Зия-уль-Хак и посол США Арнольд Рейфел. В стране введено чрезвычайное положение.
- 18 августа — на съезде Республиканской партии США кандидатом в президенты выдвинут Джордж Буш и Дэн Куэйл кандидатом в вице-президенты.
- 19 августа
  - Прекращение огня в ирано-иракской войне. 20 августа война завершилась, обе страны заявили о своей победе.
  - Смена власти в Бирме: Маунг Маунг сменил на посту президента Сейн Лвина (до 18 сентября).
- 20 августа — на границе Непала и Индии произошло землетрясение силой 6,5 балла по шкале Рихтера, ок. 1000 человек погибло.
- 21 августа — в СССР первое применение ОМОН: на Пушкинской площади силой разогнана демонстрация в связи с 20-летием ввода советских войск в Чехословакию.
- 24 августа — в СССР, в Чимкенте зарегистрирован первый кооперативный банк.
- 25 августа — пожар уничтожил часть квартала Шиаду, исторического центра Лиссабона.
- 26 августа
  - В аэропорту имени Шарля де Голля в Париже задержан Мехран Карими Нассери, «Человек из терминала», где он прожил до 1 августа 2006.
  - Катастрофа Let L-410 под Иркутском.
- 28 августа — катастрофа во время авиашоу на военной базе Рамштайн, ФРГ. Три итальянских самолёта столкнулись в воздухе, и один из них упал в толпу зрителей. Погибло 75 и ранено 346 человек.
- 29 августа — в СССР произведён запуск космического корабля «Союз ТМ-6», приземление 21 декабря 1988 года. Международный экипаж на старте: командир корабля Владимир Ляхов (приземление 7 сентября 1988 года), врач-исследователь Валерий Поляков и афганский космонавт-исследователь Абдул Ахад Моманд.
- 31 августа
  - В Польше Лех Валенса впервые после запрещения профсоюза «Солидарность» в 1981 году провёл переговоры с властями.
  - Сильнейшее наводнение в Бангладеш оставило без крова 25 миллионов жителей.
  - Катастрофа Boeing 727 в Далласе.
- август — финский программист Ярко Ойкаринен создал систему мгновенных сообщений IRC.

### Сентябрь
- 9 сентября — катастрофа Ту-134 под Бангкоком.
- 11 сентября — в Эстонской ССР 300 000 человек приняли участие в демонстрации за независимость.
- 12 сентября — ураган Гилберт обрушился на Ямайку, спустя 2 дня он достиг полуострова Юкатан в Мексике, принеся ущерб ок. 5 млрд долларов.
- 15 сентября — Катастрофа Boeing 737 в Бахр-Даре.
- 17 сентября — 2 октября — в Сеуле, Южная Корея состоялись XXIV Летние Олимпийские игры.
- 18 сентября
  - Нападение армян в селе Ходжалы в ходе «каменной войны». Первое применение огнестрельного оружия в армяно-азербайджанском конфликте.
  - В результате военного переворота на Гаити отстранён от должности президент страны генерал Намфи.
- 19 сентября — Израиль запустил свой первый спутник, предназначенный для ведения военной разведки.
- 20 сентября — в своей речи на Совете Европы британский премьер-министр Маргарет Тэтчер предостерегла страны-участницы ЕЭС от безрассудного движения к политическому и экономическому объединению Европы.
- 21 сентября — в Нагорном Карабахе, СССР, введено чрезвычайное положение.
- 22 сентября
  - На буровой платформе Ocean Odyssey в Северном море произошёл прорыв скважины и последующий пожар.
  - Бразилия заключила с банками-кредиторами соглашение о пересмотре сроков выплаты своих долгов, сумма которых составила 62,1 млрд долларов США.
- 24-26 сентября — массовые протесты в Западном Берлине во время проведения ежегодного совещания Всемирного банка и МВФ.
- 27 сентября — катастрофа Ан-8 в Козельском районе[22].
- 28 сентября — в СССР совершил первый полёт Ил-96.
- 29 сентября — 26-й старт (STS-26) по программе Спейс Шаттл. 7-й полёт шаттла Дискавери. Экипаж — Фредерик Хаук, Ричард Кови, Джон Лоундж, Дэвид Хилмерс, Джордж Нелсон. НАСА возобновило полёты шаттлов, прекращённые после катастрофы Челленджера.

### Октябрь

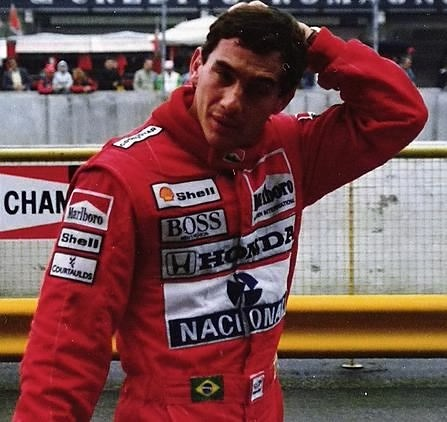
Айртон Сенна — чемпион Формулы 1

- 1 октября — А. А. Громыко уходит в отставку с поста Председателя Президиума Верховного Совета СССР, пост занимает М. С. Горбачёв.
- 2 октября — основан Народный фронт Эстонии.
- 3 октября — в МВД СССР сформирован отряд милиции особого назначения (ОМОН), предназначенный для обеспечения правопорядка на массовых мероприятиях, разгона несанкционированных властями демонстраций и митингов, разоружения бандформирований и задержания особо опасных преступников.
- 4 октября — Канада и США подписали Соглашение о свободной торговле.
- 5 октября
  - В Алжире произошли многотысячные выступления против правительства Фронта национального освобождения, к 10 октября выступления подавлены, около 500 человек убиты[источник не указан 853 дня].
  - В Чили президент Аугусто Пиночет потерпел поражение на референдуме по вопросу о продлении своих полномочий.
- 7 октября
  - На демонстрации «Демократического Союза» в Ленинграде впервые в СССР поднят «триколор»[источник не указан 853 дня].
  - Президиум Верховного Совета Литовской ССР объявил литовский язык государственным[источник не указан 853 дня].
  - Учреждён Народный фронт Латвии[источник не указан 853 дня].
- 11 октября
  - Ладислав Адамец сменил Любомира Штроугала на посту председателя Совета Министров Чехословакии[источник не указан 853 дня]].
  - В колледже Магдалены, Кембридж, Великобритания разрешено обучение женщинам. По этому поводу студенты надели чёрные повязки, а дежурный поднял чёрный флаг.
- 12 октября — подписано торговое соглашение между Израилем и Китаем, подготавливая почву для установления дипломатических отношений.
- 13 октября — в США во время президентских дебатов телеведущий спросил кандидата от демократов Майкла Дукакиса, поддержал бы тот смертную казнь, если бы преступники изнасиловали и убили его жену. В ответ Дукакис заявил, что всегда боролся со смертной казнью. Позднее он назвал этот момент одной из главных причин поражения на последующих выборах.
- 15 октября — принято постановление Совета Министров СССР о выпуске акций предприятиями и организациями.
- 16 октября — на советском телевидении впервые начат показ латиноамериканского сериала — «Рабыня Изаура».
- 19 октября
  - Правительство Великобритании запретило трансляцию интервью с членами ИРА. BBC обошло этот запрет используя профессиональных актёров.
  - Катастрофа Boeing 737 под Ахмадабадом, 131 погибший.
- 23 октября
  - Учредительный съезд Саюдиса Литвы.
  - В Японии выпущена видеоигра Super Mario Bros. 3.
- 26 октября — в ЮАР впервые в истории прошли одновременные выборы в местные советы среди белых, чёрных и цветных граждан и выходцев из Индии.
- 27 октября — президент США Рональд Рейган принял решение снести здание нового американского посольства в Москве из-за обнаруженных подслушивающих устройств в структуре здания.
- 29 октября — президент Пакистана Гулам Исхак Хан вынудил генерала Рахимуддина Хана уйти в отставку с поста губернатора провинции Синдх.
- 30 октября
  - Корпорация Филипп Моррис приобрела Kraft Foods за 13,1 млрд долларов США.
  - Формула 1: Айртон Сенна впервые стал чемпионом мира, одержав яркую победу в Гран-при Японии: занимая 16-место на первом круге, он выиграл гонку и обошёл по очкам Алена Проста.
  - В Куропатах (Белоруссия) прошла многотысячная акция, посвящённая памяти жертв политических репрессий, разогнана силой.
  - В Минске прошёл митинг, разогнанный милицией.

### Ноябрь
- 1 ноября — в Израиле состоялись парламентские выборы, партия Ликуд получила 31% голосов и 47 мест из 120 в кнессете, блок Маарах – 30% и 39 мест, пост премьер-министра сохранил Ицхак Шамир.
- 3 ноября — попытка переворота на Мальдивах.
- 6 ноября — землетрясение силой 7 баллов в Юньнане, около китайско-бирманской границы, погибло более 800 человек.
- 8 ноября — президентские выборы в США. Победу одержал кандидат от Республиканской партии Джордж Буш (старший).
- 11 ноября — в СССР основан Инкомбанк[23].
- 15 ноября
  - В МВД СССР создано подразделение по борьбе с организованной преступностью[24].
  - Первый и единственный запуск советского космического корабля многоразового использования «Буран» и использования ракеты-носителя ракеты-носителя «Энергия».
  - Арабо-израильский конфликт: на заседании в Алжире Палестинский национальный совет провозгласил независимое государство Палестину[25].
- 16 ноября
  - Верховный Совет Эстонской ССР провозгласил суверенитет республики[26].
  - В Пакистане впервые за 10 лет прошли свободные выборы, Пакистанская народная партия во главе с Беназир Бхутто, получила 38,5% голосов и 94 из 217 мест в парламенте.
- 18 ноября — борьба с наркотиками в США: Рональд Рейган подписал закон о смертной казни за убийства, связанные с наркотиками.
- 21 ноября
  - Армянские погромы в Баку, Кировабаде, Нахичевани, Ханларе, Шамхоре, Шеки, Казахе, Мингечауре. Начало исхода беженцев из Азербайджана и Армении. В конце ноября — начале декабря — полная депортация азербайджанцев из Армении (180—200 тысяч человек[источник не указан 212 дней]).
  - Федеральные выборы в Канаде, очередную победу одержала Прогрессивно-консервативная партия во главе с премьер-министром Брайаном Малруни – 43% голосов и 169 из 295 мест в парламенте.
- 22 ноября
  - В СССР на керченском заводе «Залив» завершены швартовые испытания 1-го советского атомного лихтеровоза «Севморпуть».
  - В США продемонстрирован первый прототип бомбардировщика-невидимки «B-2 Spirit».
- 23 ноября
  - Из-за продолжающихся межэтнических столкновений в двух районах Азербайджана вводится чрезвычайное положение.
  - Бывший президент Южной Кореи Чон Ду Хван публично признал обвинения в коррупции и объявил, что отправляется в ссылку в буддийский монастырь.
- 24 ноября
  - На Сахалине начался снегопад (шёл 2,5 дня), уровень выпавших осадков составил до 226 мм с диаметром отложения на проводах до 317 мм. Вышли из строя около 80% магистральных высоковольтных линий электропередачи[27].
  - Египет и Алжир восстановили дипломатические отношения.
- 26 ноября — в СССР запущен космический корабль «Союз ТМ-7» (вернулся на Землю 27 апреля 1989). Экипаж старта — А. А. Волков (приземление 27 апреля 1989), С. К. Крикалёв (приземление 27 апреля 1989) и гражданин Франции — Ж.-Л. Кретьен (приземление 21 декабря 1988).
- 27 ноября–1 декабря — состоялась внеочередная 12-я сессия Верховного Совета СССР 11-го созыва; принятие Закона СССР «Об изменениях и дополнениях Конституции (Основного Закона) СССР» и Закона СССР «О выборах народных депутатов СССР» положивших начало политической реформе.
- 29 ноября — Перестройка: прекращение глушения радиостанций «Свобода» и «Свободная Европа» в СССР.
- 30 ноября — полное прекращение глушения зарубежных радиостанций в СССР[28][29].

### Декабрь

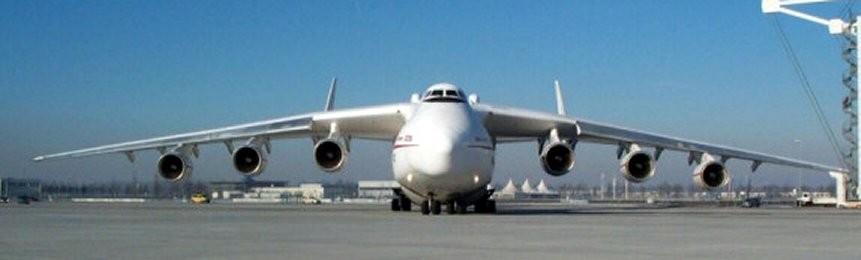
Ан-225 «Мрия»

- 1 декабря — в Орджоникидзе, Северная Осетия террористы захватили школьный автобус с 30 детьми и учительницей. 2 декабря в обмен на заложников террористам был предоставлен самолёт для вылета в Израиль. 3 декабря террористы задержаны в Израиле и выданы СССР.
- 2 декабря
  - В Пакистане Беназир Бхутто вступила в должность премьер-министра, став первой женщиной во главе правительства исламской страны (до 1990).
  - 27-й старт по программе Спейс Шаттл (STS-27, 3-й полёт шаттла Атлантис). Экипаж — Роберт Гибсон, Гай Гарднер, Ричард Маллэйн, Джерри Росс, Уильям Шеперд. Полёт проходил в интересах министерства обороны США.
- 5 декабря — разгром митинга в Баку, задержано 547 человек. Ночью войска освободили площадь Ленина в Баку от демонстрантов, занимавших её с 18 ноября. Погибли 2 человека.
- 6 декабря — в СССР основан коммерческий банк «Автобанк» (предшественник финансовой корпорации «Уралсиб» и самый старый из банков, вошедших в ходе M&A в состав банка «Уралсиб»)[30][31].
- 7 декабря
  - Армянской ССР произошло Спитакское землетрясение силой 6,9 баллов по шкале Рихтера. Погибло ок. 25 000 человек, 15 000 — ранено, 400 000 остались без крова.
  - Советский лидер Михаил Горбачёв выступил в ООН с «Программой ослабления противостояния», в частности, объявил об одностороннем сокращении вооружённых сил на 10 %.
  - В Эстонской ССР эстонский язык объявлен официальным.
- 9 декабря — железнодорожная катастрофа Клэпхем в Великобритании, 35 человек погибло, 500 — ранено.
- 10 декабря — в Армянской ССР арестовано большинство членов комитета Карабах, выступающего за передачу Карабаха Армении.
- 11 декабря — Катастрофа Ил-76 под Ленинаканом — крупнейшая на территории Армении (77 погибших).
- 12 декабря — лидер ООП Ясир Арафат признал «право на существование» Израиля.
- 14 декабря — в Испании прошла всеобщая забастовка в знак протеста против жёстких мер в экономике.
- 15 декабря — после 13 лет бойкота США возобновили официальные контакты с представителями ООП.
- 20 декабря — в Вене подписана Конвенция ООН по борьбе с незаконным оборотом наркотиков и психотропных средств.
- 21 декабря
  - Приземление корабля Союз ТМ-6. Экипаж посадки — В. Г. Титов, М. Х. Манаров и Ж.-Л. Кретьен (Франция).
  - Первый полёт самого большого в мире самолёта Ан-225 «Мрия».
  - Взрыв Боинга-747 американской компании Pan American над Локерби, Великобритания. Погибло 270 человек. Ответственность за взрыв в 2003 взяла на себя Ливия.
- 22 декабря — в ООН достигнуто соглашение о предоставлении независимости Намибии, выполнение которого увязывается с выводом кубинских войск из Анголы.
- 27 декабря — на сессии Верховного Совета СССР впервые принят бюджет с открытым дефицитом в 7 %.
- 30 декабря
  - В СССР упразднены наименования в честь Брежнева и Черненко.
  - Правительство Югославии, возглавляемое Бранко Микуличем, ушло в отставку из-за того, что Скупщина (парламент) заблокировал проведение экономической реформы.
- 31 декабря — Инцидент с Ту-134 в Одессе: самолёт совершил посадку на скорости 415 км/ч — мировой рекорд в гражданской авиации.

### Без точных дат
- В Москве образована студия Союз.
- В СССР основана рок-группа Король и Шут.
- В СССР основана рок-группа НАИВ.
- В СССР основан Выставочный центр Авангард.
- В Италии начат набор в собственный отряд космонавтов.
- В Китае основана телекоммуникационная компания Huawei.
- В США основана компания Cyrix.
- На Тайване основана компания Transcend.
- На основе национальных отрядов ЕКА сформировало единый европейский отряд космонавтов.
- Проложен первый трансатлантический волоконно-оптический коммуникационный кабель, способный обрабатывать 40 000 телефонных звонков одновременно.
- Создана международная террористическая организация Аль-Каида[32].
- РПЦ канонизировала митрополита Московского Макария (ум. 1563 год)[33].

### Продолжающиеся события
- Холодная война
- Перестройка в СССР.
- Гражданская война в Бирме
- Гражданская война в Гватемале
- Война за независимость Эритреи
- Первая гражданская война в Чаде
- Война в Западной Сахаре
- Гражданская война в Эфиопии
- Кампучийско-вьетнамский конфликт
- Гражданская война в Ливане
- Гражданская война в Анголе
- Гражданская война в Мозамбике
- Ачехский конфликт
- Афганская война
- Ирано-иракская война
- Гражданская война в Сальвадоре
- Гражданская война в Никарагуа
- Вторая гражданская война в Судане
- Гражданская война на Шри-Ланке
- Турецко-курдский конфликт
- Первая палестинская интифада
- Лаосско-тайский пограничный конфликт
- Гражданская война в Сомали

## Персоны года
Человек года по версии журнала Time — Планета Земля (в опасности, абстрактное понятие).

## Родились
См. также: Категория:Родившиеся в 1988 году

### Январь
- 7 января
  - Роберт Шиэн, ирландский актёр, наиболее известен ролью Нейтана в сериале «Отбросы».
  - Хейли Беннетт, американская актриса.
- 8 января — Адриан Лопес, испанский футболист, центральный нападающий.
- 13 января — Милош Бикович, сербский актёр театра и кино.
- 15 января — Скриллекс, американский бростеп-дабстеп музыкант и продюсер.
- 19 января — Алексей Воробьёв, российский музыкант, актёр, режиссёр.
- 22 января — Валерия Козлова, российская певица, актриса кино.
- 25 января — Татьяна Головин, французская профессиональная теннисистка российского происхождения.
- 28 января
  - Лера Массква, российская певица и автор песен.
  - Михаил Казаков, бывший российский актёр театра и кино. Бизнесмен.

### Февраль
- 4 февраля — Карли Паттерсон, американская гимнастка.
- 14 февраля — Ангел Ди Мария, аргентинский футболист, игрок «ПСЖ».
- 20 февраля — Рианна, американская R&B- и поп-певица и актриса барбадосского происхождения.

### Март
- 2 марта — Мэттью Митчем, австралийский прыгун в воду.
- 6 марта — Симон Миньоле, бельгийский футболист, вратарь «Брюгге» и сборной Бельгии.
- 10 марта — Иван Ракитич, хорватский футболист.
- 11 марта — Фабиу Коэнтрау, португальский футболист.
- 12 марта — Валентина Лукащук, российская актриса.
- 14 марта
  - Стефен Карри, баскетболист, игрок «Голден Стейт»
  - Саша Грей, американская порноактриса.
- 15 марта — Дмитрий Бикбаев, российский актёр театра и кино, режиссёр, автор песенных текстов и композитор.
- 19 марта — Максим Михайлов, российский волейболист.
- 21 марта
  - Габриэла Ислер, венесуэльская модель, победительница международного конкурса красоты «Мисс Вселенная 2013».
  - Елена Шамова, российская актриса.
- 25 марта
  - Эрик Кнудсен, канадский актёр.
  - Биг Шон, американский рэпер.
- 27 марта — Джесси Джей, британская певица и автор песен.

### Апрель
- 2 апреля — Джесси Племонс, актёр («Фарго», «Во все тяжкие», «Что знает Оливия?», «Мастер», «Чёрная месса»).
- 5 апреля — Наталья Бардо, российская актриса театра и кино, певица и телеведущая.
- 10 апреля
  - Ирина Горбачёва, российская актриса театра и кино, популярный видеоблогер.
  - Хэйли Джоэл Осмент, актёр, продюсер («Шестое чувство», «Заплати другому», «Искусственный разум»).
- 14 апреля
  - Кристина Асмус, российская актриса театра и кино.
  - Роберто Баутиста Агут, испанский профессиональный теннисист.
- 19 апреля — Валентина Мазунина, российская актриса театра и кино.
- 23 апреля
  - Александра Гуркова, российская певица, актриса и фотомодель.
  - Юлия Паршута, российская певица, актриса и телеведущая.
- 24 апреля — Юлианна Караулова, российская эстрадная певица и телеведущая.
- 27 апреля — Семён Варламов, российский хоккеист, вратарь клуба НХЛ «Нью-Йорк Айлендерс» и сборной России.
- 28 апреля — Хуан Мата, испанский футболист.

### Май
- 5 мая — Адель, английская певица, композитор и поэт.
- 6 мая — Алексей Лесуков, российский культурист.
- 10 мая — Адам Дэвид Лаллана, английский футболист, полузащитник клуба «Брайтон».
- 11 мая — Агния Дитковските, российская актриса литовского происхождения.
- 12 мая
  - Марсело, бразильский футболист.
  - Виктор Тихонов, российский хоккеист, центральный нападающий.
- 17 мая — Никки Рид, американская актриса, продюсер и сценарист.
- 24 мая — Илья Ильин, казахстанский тяжелоатлет.
- 25 мая
  - Камерон ван дер Бург, южноафриканский пловец.
- 26 мая — Хуан Куадрадо, колумбийский футболист.

### Июнь
- 1 июня — Чичарито, мексиканский футболист, игрок клуба «Лос-Анджелес Гэлакси»
- 2 июня — Кун Агуэро, футболист, игрок сборной Аргентины
- 7 июня — Екатерина Макарова, российская профессиональная теннисистка.
- 15 июня — Питер Полански, канадский профессиональный теннисист.
- 18 июня — Josh Dun, американский барабанщик группы Twenty One Pilots
- 29 июня — Адриан Маннарино, французский профессиональный теннисист.

### Июль
- 3 июля — Анна Михайловская, актриса.
- 5 июля
  - Любава Грешнова, украинская и российская актриса, телеведущая.
  - Эрика Герцег, украинская певица, модель, солистка поп-группы «ВИА Гра».
- 14 июля — Конор Макгрегор, ирландский боец смешанных боевых искусств.
- 21 июля — ДеАндре Джордан-младший, американский баскетболист.
- 29 июля — Тарьей Бё, норвежский биатлонист.

### Август
- 1 августа — Неманья Матич, сербский футболист.
- 5 августа — Федерика Пеллегрини, итальянская пловчиха.
- 8 августа
  - Игорь Смольников, футболист, игрок сборной России
  - Принцесса Беатриса Елизавета Мария Йоркская, член королевской семьи Великобритании.
  - Мадалина Генеа, итальянская модель румынского происхождения.
- 9 августа — Виллиан, бразильский футболист.
- 21 августа — Роберт Левандовски, польский футболист, нападающий
- 22 августа — Артём Дзюба, футболист, игрок сборной России
- 23 августа — Ольга Говорцова, белорусская профессиональная теннисистка.
- 24 августа — Руперт Гринт, британский актёр кино, телевидения и озвучивания, известен по роли Рона Уизли в фильмах о Гарри Поттере.
- 26 августа — Тори Блэк, американская актриса; единственная, удостоившаяся премии AVN лучшей исполнительнице года более одного раза.
- 26 августа — Ларс Штиндль, немецкий футболист
- 30 августа — Эрнест Гулбис, латвийский профессиональный теннисист.

### Сентябрь
- 8 сентября — Густав Шефер, немецкий музыкант, барабанщик группы Tokio Hotel.
- 14 сентября — Мартен Фуркад, французский биатлонист, двукратный олимпийский чемпион.
- 17 сентября — Павел Мамаев, российский футболист.
- 19 сентября — Тимо де Баккер, нидерландский профессиональный теннисист.
- 20 сентября — Хабиб Нурмагомедов, российский боец смешанных боевых искусств.
- 23 сентября
  - ST, российский рэпер.
  - Хуан Мартин дель Потро, аргентинский профессиональный теннисист.
- 24 сентября — Ярослав Кузнецов, киберспортсмен в дисциплине Dota 2.
- 28 сентября — Марин Чилич, хорватский профессиональный теннисист.
- 29 сентября — Кевин Дюрант, актёр, продюсер, баскетболист «Оклахома-Сити».

### Октябрь
- 2 октября — Юрий Каплан, украинский певец, поэт и композитор.
- 3 октября — Алисия Викандер, шведская актриса и танцовщица.
- 4 октября — Магдалена Рыбарикова, словацкая профессиональная теннисистка.
- 6 октября — Виктор Васин, российский футболист
- 7 октября — Диего Коста, испанский и бразильский футболист.
- 12 октября — Паулина Андреева, российская актриса театра и кино.
- 15 октября — Месут Озиль, немецкий футболист турецкого происхождения, выступающий за турецкий клуб «Фенербахче»
- 17 октября — Иван Дорн, украинский певец, диджей и телеведущий.
- 21 октября — Маурисио, бразильский футболист.
- 28 октября — Евгения Малахова, российская певица и актриса, бывшая солистка группы Reflex.
- 31 октября — Себастьен Буэми, швейцарский автогонщик.

### Ноябрь
- 6 ноября — Эмма Стоун, актриса («Прислуга», «Бёрдмэн»).
- 7 ноября — Александр Долгополов, украинский профессиональный теннисист.
- 18 ноября — Лариса Ильченко, российская пловчиха, специализирующаяся в плавании на открытой воде.
- 21 ноября — Никита Лобинцев, российский пловец.
- 23 ноября — Макс Корж, белорусский певец и автор песен.
- 25 ноября — Дмитрий Куплинов, российский ютубер, летсплейщик и стример.

### Декабрь
- 1 декабря — Зои Изабелла Кравиц, певица, модель, актриса
- 7 декабря — Натан Эдриан, американский пловец.
- 14 декабря — Ванесса Энн Хадженс, американская актриса, певица.
- 16 декабря
  - Сергей Песьяков, российский футболист, вратарь московского «Спартака».
  - Алексей Викторович Швед, российский баскетболист.
  - Матс Юлиан Хуммельс, немецкий футболист.
- 17 декабря — Дэвид Рудиша, кенийский легкоатлет, бегун на средние дистанции.
- 19 декабря — Санчес Алексис, чилийский футболист, полузащитник лондонского «Арсенала» и национальной сборной Чили.
- 27 декабря — Хэйли Вилльямс, вокалистка группы Paramore.
- 29 декабря — Агнеш Савай, венгерская профессиональная теннисистка.

## Скончались
См. также: Категория:Умершие в 1988 году
Список умерших в 1988 году
- 1 января — Анатолий Ненартович, советский живописец (род. 1915).
- 3 января — Ирина Мурзаева, советская актриса.
- 11 января — Исидор Айзек Раби, американский физик, лауреат Нобелевской премии по физике (1944).
- 13 января — Цзян Цзинго, президент Тайваня (умер в должности).
- 14 января — Георгий Маленков, советский государственный и партийный деятель.
- 15 января — Шон Макбрайд, ирландский политический и общественный деятель, один из основателей Международной амнистии, лауреат Нобелевской премии мира (1974) и Международной Ленинской премии «За укрепление мира между народами» (1976).
- 7 февраля — Лин Картер, американский писатель-фантаст, литературовед и издатель.
- 15 февраля — Ричард Филлипс Фейнман, американский физик.
- 17 февраля — Александр Башлачёв, советский поэт, музыкант.
- 19 февраля — Евгений Мравинский, советский дирижёр, педагог. Народный артист СССР (1954)
- 23 февраля — Иосиф Каракис, советский архитектор, художник и педагог.
- 2 марта — Вадим Медведев, советский актёр театра и кино.
- 9 марта — Курт Георг Кизингер, федеральный канцлер ФРГ в 1966—1969 годах (род. 1904).
- 5 марта — Иван Любезнов, советский актёр театра и кино.
- 6 марта — застрелены три члена Временной Ирландской республиканской армии (IRA) — Шон Сэвидж, Дэниэл Маккен и Майред Фаррелл.
- 13 марта — Владимир Саксон, советский художник, живописец, график, декоратор.
- 25 марта — Пётр Гальперин, советский психолог.
- 8 апреля — Борис Владимиров, советский актёр театра и кино.
- 15 апреля — Юрий Егоров, советский, нидерландский пианист.
- 17 апреля — Исаак Яглом (р. 1921), советский геометр, автор популярных книг по математике; доктор физико-математических наук, профессор. Брат-близнец математика и физика Акивы Яглома.
- 25 апреля — Клиффорд Саймак, американский писатель-фантаст, один из основоположников современной американской научной фантастики.
- 27 апреля — Валерий Легасов, советский физик-ядерщик.
- 2 мая — Павел Кадочников, советский актёр и режиссёр.
- 4 мая — Олег Жаков, советский актёр.
- 8 мая — Роберт Хайнлайн, американский писатель-фантаст, во многом определивший «лицо» современной научной фантастики.
- 13 мая — Чет Бейкер, американский джазовый музыкант.
- 23 мая — Алексей Лосев, русский философ и филолог.
- 2 июня — Радж Капур, индийский режиссёр, сценарист, продюсер, актёр.
- 5 июня — Авенир Пархоменко, советский живописец (род. в 1921).
- 27 июня — Хиллел Словак, американский гитарист.
- 14 июля — Пётр Вишняков, советский актёр театра и кино.
- 26 июля — Джудит Барси, американская девочка-актриса, убитая своим собственным отцом (род. 1978).
- 14 августа — Энцо Феррари, итальянский конструктор и предприниматель.
- 17 сентября — Роман Давыдов, советский режиссёр-мультипликатор.
- 28 сентября — Николай Рубцов, советский геоботаник.
- 2 октября — Хаменгкубувоно IX, вице-президент Индонезии, султан Джокьякарты.
- 12 октября — Борис Утехин, советский живописец-пейзажист (род. 1910).
- 19 октября — Наталия Кончаловская, советская детская писательница, поэтесса и переводчица.
- 20 октября — Владимир Горб, советский живописец и педагог, заслуженный деятель искусств Российской Федерации (род. 1903).
- 21 ноября — Рэймонд Левенталь, американский пианист.
- 24 ноября — Лев Давыдычев, советский детский писатель.
- 29 ноября — Евсей Моисеенко, советский живописец, график и педагог, народный художник СССР, Герой Социалистического Труда.
- 6 декабря — Рой Орбисон, американский певец и автор песен.
- 8 декабря — Александра Чеснокова, советский живописец (род. в 1908).
- 26 декабря — Херлуф Бидструп — датский художник-карикатурист.
- 30 декабря — Юлий Даниэль, советский поэт, прозаик, переводчик, диссидент.
- 31 декабря
  - Владимир Козел, советский актёр театра и кино.
  - Константин Чибисов, российский физико-химик.

## Нобелевские премии
- Физика — Леон Ледерман, Мелвин Шварц и Джек Стейнбергер — «За метод нейтринного луча и доказательство двойственной структуры лептонов посредством открытия мюонного нейтрино».
- Химия — Иоганн Дайзенхофер, Роберт Хубер, Хартмут Михель — «За определение трёхмерной структуры фотосинтетического реакционного центра»
- Медицина и физиология — Сэр Джеймс Блэк — «За открытие важных принципов лекарственной терапии»
- Экономика — Морис Алле — «За продвижение теории рынков и эффективного использования ресурсов».
- Литература — Нагиб Махфуз — «За реализм и богатство оттенков арабского рассказа, который имеет значение для всего человечества».
- Премия мира — Миротворческие силы ООН — «За поддержание мира».